# Своге (община)
Своге (болг. Община Своге) — община в Болгарии. Входит в состав Софийской области. Население составляет 24 913 человек (на 18.09.2006 г.).

## Состав общины
В состав общины входят следующие населённые пункты:
1. Бакёво
2. Батулия
3. Бов
4. Брезе
5. Брезовдол
6. Буковец
7. Владо-Тричков
8. Габровница
9. Гара-Бов
10. Гара-Лакатник
11. Губислав
12. Добравица
13. Добырчин
14. Дружево
15. Еленов-Дол
16. Желен
17. Завидовци
18. Заноге
19. Заселе
20. Зимевица
21. Искрец
22. Лакатник
23. Лесковдол
24. Луково
25. Миланово
26. Огоя
27. Оплетня
28. Осеновлаг
29. Реброво
30. Редина
31. Свидня
32. Своге
33. Томпсын
34. Церецел
35. Церово
36. Ябланица